# HAT-P-12
HAT-P-12は、りょうけん座の方角に約465光年の距離にある13等級の恒星である。
| 太陽 | HAT-P-12  |
| ---- | --------- |
| 太陽 | Exoplanet |

## 惑星系
2009年にトランジット法を用いて、太陽系外惑星HAT-P-12bが公転しているのが発見された。
| 名称 （恒星に近い順） | 質量             | 軌道長半径 （天文単位） | 公転周期 (日)         | 軌道離心率 | 軌道傾斜角   | 半径                   |
| --------------------- | ---------------- | ----------------------- | --------------------- | ---------- | ------------ | ---------------------- |
| b (Puli)              | 0.211 ± 0.012 MJ | 0.0384 ± 0.0003         | 3.2130598 ± 0.0000021 | 0          | 89.0 ± 0.4°° | 0.959 +0.029 −0.021 RJ |

## 名称
2022年、ジェイムズ・ウェッブ宇宙望遠鏡の優先観測目標候補となっている太陽系外惑星のうち、20の惑星とその親星を公募により命名する「太陽系外惑星命名キャンペーン2022（NameExoWorlds 2022）」において、HAT-P-12とHAT-P-12bは命名対象の惑星系の1つとなった。このキャンペーンは、国際天文学連合（IAU）が「持続可能な発展のための国際基礎科学年（IYBSSD2022）」の参加機関の一つであることから企画されたものである。2023年6月、IAUから最終結果が公表され、HAT-P-12はKomondor、HAT-P-12bはPuliと命名された。コモンドールは、ハンガリー産の犬種で、白く大型の家畜の番犬。プーリーは、典型的には黒色をした長い巻毛で知られるハンガリー産の牧畜犬種である。